# Euceratomycetaceae
Euceratomycetaceae is een botanische naam voor een familie van schimmels behorend tot de orde Laboulbeniales. Het typegeslacht is Euceratomyces. Deze schimmels, die vooral in gematigde streken voorkomen, hebben de neiging parasitair of epibiotisch te zijn op exoskeletten van insecten.

## Geslachten
De familie bestaat uit de volgenden geslachten:
- Cochliomyces
- Colonomyces
- Euceratomyces
- Euzodiomyces
- Pseudoecteinomyces